# Tilo Schabert
Tilo Schabert (* 1942 in Gotha) ist ein deutscher Politikwissenschaftler. Er war Professor für Politische Wissenschaften an der Friedrich-Alexander-Universität Erlangen-Nürnberg.

## Leben
Tilo Schabert wuchs auf im oberschwäbischen Weingarten. Dort war er in der Fasnet aktiv und war in den 1950er Jahren bis 1962 der letzte „Altdorfer Schalknarr“ der Plätzlerzunft vor der Wiederbelebung der Narrenfigur 2015. Er verkörperte auch als erster die Narrenfigur des „Wurzelsepp“ als Einzelfigur noch vor der Einführung der Holzmasken.
Im Jahr 1962 ging Schabert zum Studium an das Theologische Vorseminar in Stuttgart-Bad Cannstatt und studierte dann ab 1963 die Fächer Politische Wissenschaften, Philosophie, Theologie und Neuere Geschichte an der Universität München. 1968 wurde er an der Universität München „summa cum laude“ promoviert. Während seiner Studienzeit, in den Jahren 1964–1966, war er als Mitarbeiter beim Deutsch-Französischen Jugendwerk und beim Secrétariat d`État de la Jeunesse et aux Sports (Paris) tätig. Von 1969 bis 1970 und wieder von 1972 bis 1976 war er wissenschaftlicher Assistent an der Universität München. In der Zwischenzeit war er von 1970 bis 1972 als Research Fellow, 1971 bis 1972 auch als Lecturer an der Stanford University tätig. Von 1976 bis 1978 war Schabert als wissenschaftlicher Angestellter an der Ruhr-Universität Bochum tätig. Dort habilitierte er sich auch 1978 und erhielt die „venia legendi“ für Politische Wissenschaft. Während seiner Zeit als Heisenberg-Stipendiat der Deutschen Forschungsgemeinschaft (1978–1985) forschte er u. a. an der Harvard-Universität und an dem Institut d`Études Politiques in Paris und führte intensive Feldforschungen zum Regierungswesen der Stadt Boston unter Bürgermeister Kevin White durch, dabei auch als Planungsbeauftragter für Städtebau der Boston Redevelopment Authority. Ab 1986 war er bis zu seiner Emeritierung im Jahre 2008 Professor für Politische Wissenschaften an der Friedrich-Alexander-Universität Erlangen-Nürnberg. Im Wintersemester 1992/93 lehrte Schabert an der Technischen Universität Dresden.
Als Gastprofessor lehrte er an der University of Maryland (1983), in Rennes (1989, 1991–2007), Florenz (1982), Salerno (1996–2006), Neapel (2005), Paris (1994), Jerusalem (1996), Lissabon (2002), und in Beijing (2014).
Er war außerdem als Drehbuchautor und Filmemacher beim Bayerischen Fernsehen tätig. Seit 1990 war er Organisator und Leiter der klassischen Eranos-Konferenzen (Amici di Eranos) in Ascona (Schweiz), Pisa und Neamt Targu (Rumänien). Von 1996 bis 2005 war er Mitglied des Direktoriums der Mishkenot Encounters in Religion and Culture (Jerusalem). Beiträge von ihm in den Bereichen Kultur und Politik erschienen in der Süddeutschen Zeitung, der Frankfurter Allgemeinen Zeitung, und den französischen Zeitungen Le Monde, Le Figaro, Le Point, und La Croix.
In den Jahren 1995 und 1996 war er Generalsekretär des Conseil International de la Philosophie et des Sciences Humaines an der UNESCO in Paris. 1996 wurde ihm der Titel eines Ehrendoktors (Docteur ès lettres honoris causa) von der Universität Perpignan (Frankreich) und 2003 derselbe Titel (Docteur en science politique honoris causa) von der Universität Rennes I (Frankreich) verliehen.
2002 wurde Schabert in den Gemeinderat von Baierbrunn (Landkreis München) gewählt. Er gehörte diesem bis 2008 an.
2005 erhielt er den Deutsch-Französischen Parlamentspreis, verliehen durch den Deutschen Bundestag und die Assemblée nationale. 2007 erfolgte seine Ernennung zum Ritter der französischen Ehrenlegion.

## Veröffentlichungen
- Natur und Revolution, München 1969
- Der Mensch als Schöpfer der Welt (Hrsg.), München 1971
- Aufbruch zur Moderne (Hrsg.), München 1974
- Gewalt und Humanität, Freiburg-München 1978
- Boston Politics: The Creativity of Power, Berlin-New York 1989
- Stadtarchitektur-Spiegel der Welt, Zürich 1990 (Italienische Übs. Neapel 1994)
- Modernität und Geschichte, Würzburg 1990
- Die Welt der Stadt (Hrsg.), München 1991
- Auferstehung und Unsterblichkeit (Hrsg.), München 1993
- Strukturen des Chaos (Hrsg.), München 1994
- „Les structures mythologiques du chaos“, Themennummer der Zeitschrift Diogène (mit Parallelausgaben in Englisch, Spanisch, Chinesisch und Arabisch), 1994 (Guest Editor)
- Die Macht des Wortes (Hrsg.), München 1996
- Die Architektur der Welt. Eine kosmologische Lektüre architektonischer Formen, München 1997 (Franz. Übs. Paris 2012)
- Anfänge (Hrsg.), München 1998
- Schuld (Hrsg.), München 1999
- Kulturen des Eros (Hrsg.), München 2001
- Il Principe del Caosmo. Sei capitoli sulla creatività politica: Il potere dei sindaci – il potere presidenziale, Neapel 2002
- Wie Weltgeschichte gemacht wird. Frankreich und die deutsche Einheit, Stuttgart 2002 (franz. Übs. umgearbeitet und erweitert, Paris 2005. – Amerik. Übs. Columbia-London 2009).
- Die Sprache der Masken (Hrsg.), Würzburg 2002
- Das Ordnen der Zeit (Hrsg.), Würzburg 2003
- Propheten und Prophezeiungen – Prophets and Prophecies (Hrsg.), Würzburg 2005
- Die Menschen im Krieg, im Frieden mit der Natur – Humans at War, at Peace with Nature (Hrsg.), Würzburg 2006
- Religionen – Die Religiöse Erfahrung – Religions – The Religious Experience (Hrsg.), Würzburg 2008
- Die zweite Geburt des Menschen. Von den politischen Anfängen menschlicher Existenz, Freiburg-München 2009
- Gott oder Götter? – God or Gods? (Hrsg.), Würzburg 2009
- Die Stadt: Achse und Zentrum der Welt – The City: Axis and Centre of the World (Hrsg.), Würzburg 2011
- A politika méltóságáról és jelentösegéröl (On the Dignity and Importance of Politics), Budapest 2013
- The Second Birth. On the Political Origins of Human Existence, Chicago 2015 (erweiterte amerikanische Fassung von „Die Zweite Geburt des Menschen“).
- The Eranos Movement (Hrsg.), A Story of Hermeneutics, Würzburg 2016.
- Das Gesicht der Moderne. Zur Irregularität eines Zeitalters, Freiburg-München 2018.
- The Figure of Modernity. On the Irregularity of an Epoch, Berlin 2020 (erweiterte und umgearbeitete englische Übs. von „Das Gesicht der Moderne“).
- Wherefrom Does History Emerge? Inquiries in Political Cosmology (Hrsg.), Berlin 2020.
- Von der Natur der Politik und ihren Formen. Kleine Schriften, Berlin 2020.
- France and the Reunification of Germany. Leadership in the Workshop of World Politics, Cham 2021.
- Boston Politics. A kreatív hatalomgyakorlás müvészete (erweiterte ungarische Ausgabe von „Boston Politics“), Budapest: MCC Press – Alapjogokért Központ, 2022
- Vom Geschehen zur Geschichte. Sechs Kapitel zur Historiographie der Wiedervereinigung Deutschlands, Berlin 2023.